# Данилина, Эльвира Игоревна
Эльвира Игоревна Данилина (род. 29 сентября 1965, Саратов) — советская и российская актриса театра и кино, театральный режиссёр. Заслуженная артистка Российской Федерации (2002).

## Биография
Родилась 29 сентября 1965 года в Саратове. В 1987 году окончила Саратовское театральное училище, педагог — Григорий Аредаков. Ещё будучи студенткой театрального училища вышла замуж за выпускника того же училища Сергея Пускепалиса. 

В 1987—1993 году работала в Саратовском театре юного зрителя.
Работает в Саратовском государственном Академическом театре драмы.
Совместно с Григорием Аредаковым в 2002—2017 годы вела обучение студентов театрального института Саратовской государственной консерватории им. Собинова, в 2017 году набрала собственный курс.
В 2005—2009 годы вела утренние эфирные блоки Саратовской ТРК на телеканале «Россия».
С 2005 года работает в театре также и в качестве режиссёра-постановщика.
В марте 2008 года сыграла роль Одинцовой в премьере Театра-студии п/р Олега Табакова («Табакерки») «Отцы и дети».
25 сентября 2015 года актриса приняла участие в театрализованных онлайн-чтениях произведений А. П. Чехова «Чехов жив», она выступила в роли Аркадиной, которую уже исполняла на сцене театра.

## Признание и награды
- Почётная Грамота губернатора Д. Ф. Аяцкова (1997)
- Лауреат театральной премии газеты «Московский комсомолец» (2000)
- Заслуженная артистка Российской Федерации (10 октября 2002 года) — за заслуги в области искусства[2]
- Лауреат II Саратовского областного фестиваля «Золотой Арлекин» а роль в спектакле «Долгая счастливая жизнь» (2003)[5]
- Почётный диплом 3-го всероссийского театрального фестиваля старейших театров России в г. Калуга за исполнение роли Моны в спектакле А. Плетнёва «Безымянная звезда» 2008 год
- Лауреат V Саратовского областного фестиваля «Золотой Арлекин» (сезоны 2007—2009 — лучшая работа актрисы в драматическом театре за роли Бланш в спектакле «Трамвай „Желание“» и Моны в «Безымянной звезде»)
- Лауреат VII областного театрального фестиваля «Золотой Арлекин» — номинация «Лучшая работа актёра в драматическом театре (Женская роль)» за роль Фанни в спектакле «Урод», 2014 г.
- Медаль ордена «За заслуги перед Отечеством» II степени (13 июня 2019 года) — за большой вклад в развитие отечественной культуры и искусства, многолетнюю плодотворную деятельность[6].

## Творчество

### Постановки в театре
- 2005 — «Не всё коту масленица» А. Островского, дипломный спектакль студентов театрального факультета Саратовской консерватории
- 2005 — «Хочу ребёнка» С. Третьякова, дипломный спектакль студентов театрального факультета
- 2005 — «2×2=5, или Маленькие комедии» К. Степанычевой, дипломный спектакль студентов театрального факультета
- 2009 — «Иллюзион» Андрея Курейчика (Саратовский академический театр драмы имени И. А. Слонова, дипломный спектакль студентов театрального факультета)
- 2013 — «Майская ночь» по произведениям Н. В. Гоголя (Саратовский академический театр драмы имени И. А. Слонова, дипломный спектакль студентов театрального факультета)
- 2015 — «Серебряная сказка» (по пьесе «Снегурушка» М. Бартенева)[7]
- 2020 — «Свидетель обвинения» Агата Кристи

### Роли в театре

#### Саратовский ТЮЗ
- «Кабанчик» В. Розова — Ольга
- «Дикие лебеди» Х. К. Андерсена — Фея
- «Русалочка» Х. К. Андерсена — Принцесса
- «Приключения Незнайки» Н. Носова — Ясноглазка
- «Тень» Е. Шварца — Принцесса
- «Волшебное зелье» Е. Есилевской — Алёна-царевна
- «Женитьба Белугина» А. Островского, Н. Соловьёва — Елена и Таня
- «Вечный муж» Ф. М. Достоевского — Олимпиада

#### Саратовский драматический театр
- «Неугомонный дух» Коуарда — Мадам Аркати
- «На дне» М. Горького — Василиса
- «Изобретательная влюблённая» Лопе де Веги — Герарда
- «Господин де Мопассан» Антона Кузнецова — Графиня Маскаре, Ирма Паволен
- «Таня-Таня» Мухина — Таня
- «Женитьба Фигаро» Бомарше — графиня Альмавива
- «Мечтатели» (по пьесам «Лес» и «Таланты и поклонники» А. Н. Островского) — Смельская
- 2006 — «Трамвай „Желание“» Теннесси Уильямса. Режиссёр М. В. Глуховская — Бланш Дюбуа
- 2007 — «Безымянная звезда» Михаила Себастиана. Режиссёр: Александр Плетнёв — Мона
- 2008 — «Записки сумасшедшего» по Н. В. Гоголю. Режиссёр Антон Коваленко — Меджи, собачонка дочери директора департамента
- 2009 — «Условные единицы» Виктории Никифоровой. Режиссёр: Ансар Халилуллин — она
- 2009 — «Частная жизнь» Ксении Степанычевой. Режиссёр: Даниил Безносов — мать
- 2010 — «Чайка» А. П. Чехова. Режиссёр: Сергей Стеблюк — Аркадина
- 2011 — «Урод» Мариуса фон Майенбурга. Режиссёр: Явор Гырдев — Фанни
- «Хаос. Женщины на грани нервного срыва» М. Мюллюахо — Эмми. Режиссёр Й. Лехтонен
- «Настоящая комедия» Н. Коуарда — Джоанна. Режиссёр С. Стеблюк
- «Дом, где разбиваются сердца» Дж. Б. Шоу — Гесиона. Режиссёр А. Плетнев
- 2014 — «Всё мои сыновья» Артура Миллера. Режиссёр: Николай Дручек — Кэт Келлер
- 2017 — «Карусель по господину Фрейду» Артура Шницлера. Режиссёр: Александр Кузин — Дама
- 2018 — «ДоХХХод» по мотивам пьесы Александра Островского «Доходное место». Режиссёр: Данил Чащин — Фелисата Герасимовна Кукушкина

#### «Табакерка»
- 2008 — «Отцы и дети» И. С. Тургенева. Режиссёр: Константин Богомолов — Анна Сергеевна Одинцова

### Роли в кино
1. 2003 — Потомки чести — графиня Ростовцева
2. 2004 — Мой сводный брат Франкенштейн — Галина
3. 2005 — Каменская 4 — Ольга Ермилова
4. 2008 — Час Волкова 2 — Ольга Болотникова

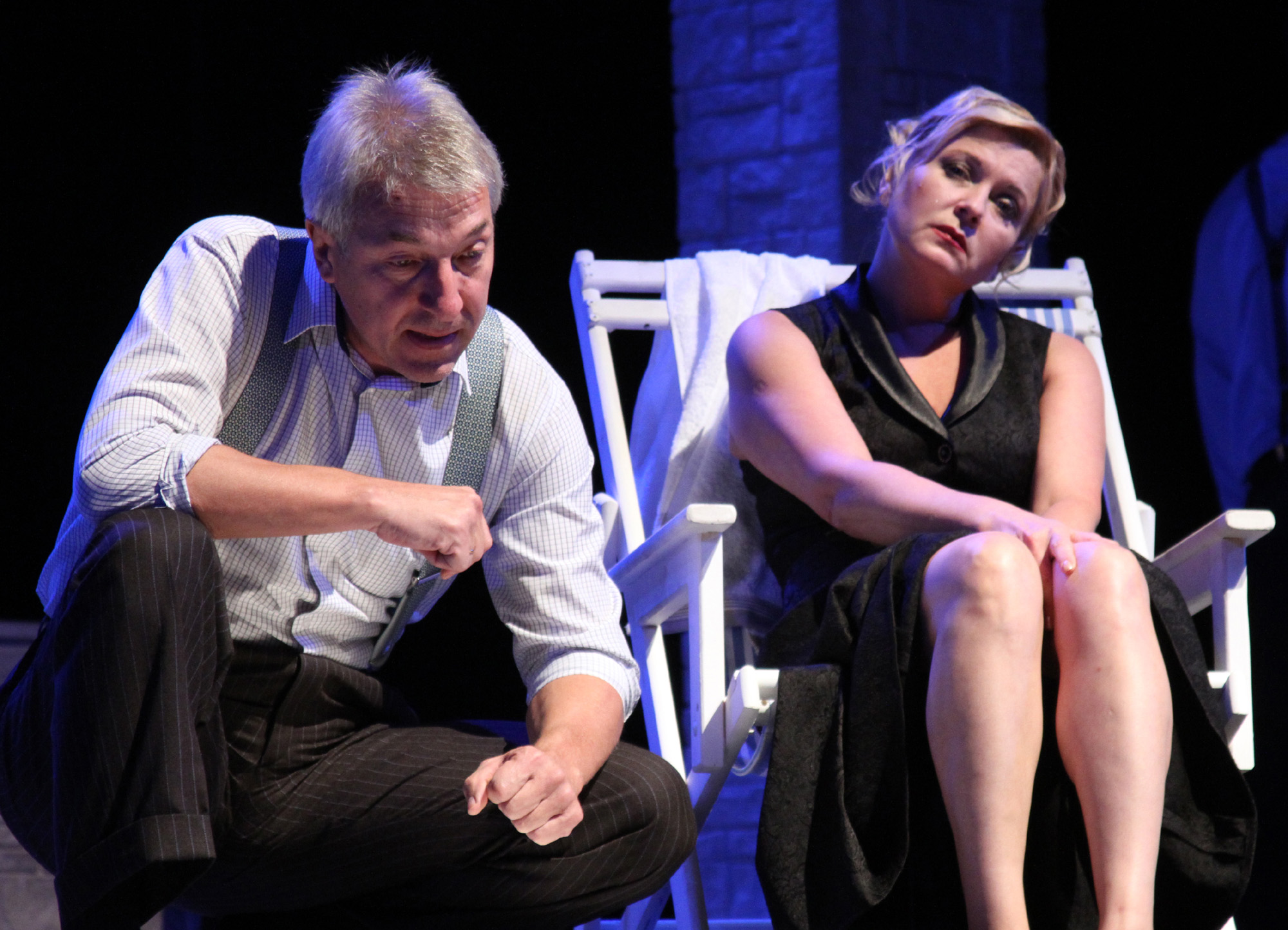